# Сандомирская низменность
Сандомирская низменность (пол. Kotlina Sandomierska — Сандомерская низменность) — низменность на юго-востоке Польши.
Низменность находится в междуречье Вислы и Сана и занимает часть Предкарпатского прогиба. Сложена преимущественно аллювиальными отложениями. Преобладающие высоты составляют 150—250 м. Значительные площади заняты посевами ржи и картофеля, а также используются как пастбища.